# Herpetogrammatini
Herpetogrammatini (лат.) — триба бабочек огнёвок-травянок из подсемейства Spilomelinae (Crambidae, Pyraloidea). Известно около 260 видов в 6 родах.

## Описание
Отличаются строением гениталий: ункус конический, неголовчатый, от тонкого до широкого, с дорсально прикрепленными хетами, которые у Eurrhyparodes и Hileithia раздвоены, а у Hileithia, и волосовидные у всех остальных видов. Укус широко прикреплен к тегумену, то есть тегумен равномерно переходит в ункус без «плеч».
Известный пищевой спектр гусениц включает Acanthaceae (Hileithia, Pilocrocis, Eurrhyparodes splendens), Actinidiaceae (Pilocrocis), Malvaceae (Hileithia) и Urticaceae (Pilocrocis). Гусеницы Pilocrocis milvinalis (Swinhoe, 1886) отмечены из кутровых, бобовых и мареновых, P. pterygodia — на яснотковых. Гусеницы Eurrhyparodes bracteolalis отмечены на паслёне (Solanaceae) и рисе (Poaceae), Blepharomastix ranalis — на растениях рода Марь (Amaranthaceae). Богатый видами род Herpetogramma (100 видов) содержит виды с разнообразными пищевыми растениями — от папоротников до цветковых.

## Систематика
Около 260 видов и 6 родов. Триба включена в состав подсемейства Spilomelinae, где она рассматривается в родственных отношениях с кладой ((Hymeniini+Asciodini)+(Trichaeini+(Steniini+Nomophilini))).
- Blepharomastix Lederer, 1863 (= Ichthyoptila Meyrick, 1936, Sozoa Walker, 1866) — 85 видов[1]
- Cryptobotys Munroe, 1956 — 2
- Eurrhyparodes Snellen, 1880 (= Molybdantha Meyrick, 1884) — 12
- Herpetogramma Lederer, 1863 (= Acharana Moore, 1885, Coremataria Amsel, 1956, Culcitaria Amsel, 1957, Macrobotys Munroe, 1950, Pachyzancla Meyrick, 1884, Pantoeocome Warren, 1896, Piloptila Swinhoe, 1894, Ptiloptila Hampson, 1899, Stenomelas Hampson, 1912, Stenomeles Warren, 1892) — 100
- Hileithia Snellen, 1875 — 19
- Pilocrocis Lederer, 1863 (= Anisoctena Meyrick, 1894, Pilocrosis Janse, 1917) — 65